# Твой первый диск — моя кассета
«Твой первый диск — моя кассета» — дебютный студийный альбом белорусского певца и рэпера Тимы Белорусских, выпущенный 30 января 2019 года.
| Оценки критиков | Оценки критиков |
| Источник        | Оценка          |
| --------------- | --------------- |
| InterMedia      | [ 2 ]           |

## Описание
Первый студийный альбом Тимы Белорусских был выпущен 30 января 2019 года на белорусском музыкальном лейбле «Rhymes Music». Пластинка содержит в себе 7 музыкальных композиций, общая длительность которых составляет 22 минуты.

## Список композиций
| №                   | Название                  | Длительность |
| ------------------- | ------------------------- | ------------ |
| 1.                  | «Я больше не напишу»      | 3:11         |
| 2.                  | «Витаминка»               | 2:56         |
| 3.                  | «Возвращаться уже поздно» | 3:19         |
| 4.                  | «Цветочный сад»           | 3:01         |
| 5.                  | «Руферы»                  | 3:11         |
| 6.                  | «Мальчик бабл-гам»        | 3:00         |
| 7.                  | «Песня-SOS»               | 3:35         |
| Общая длительность: | Общая длительность:       | 22:33        |